# Fernando Valcárcel
Luis Fernando Valcárcel Pollard (Lima, 6 de marzo de 1972), compositor, director y pianista peruano. Desde el año 2012 es el director titular de la Orquesta Sinfónica Nacional del Perú.

## Biografía
Fernando Valcárcel nació en Lima el 6 de marzo de 1972. Proviene de una familia de ilustres artistas y pensadores peruanos, entre ellos su tío abuelo, Theodoro Valcárcel, y su padre, Edgar Valcárcel, dos de los más importantes compositores peruanos, el historiador Luis E. Valcárcel y el poeta Alberto Valcárcel. 
Inició sus estudios musicales en el Conservatorio Nacional de Música (CNM) en 1989. En 1993 fue becado por el Curtis Institute of Music en Filadelfia, graduándose en composición tres años más tarde. Realizó estudios de posgrado en la Universidad McGill de Montreal.En agosto del 2007 se graduó en la Universidad Cristiana de Tejas, (Texas Christian University - TCU) recibiendo el grado de Maestría en "Dirección Orquestal".
A lo largo de su carrera ha recibido distintas becas y reconocimientos como la beca especial Margot Fonteyn de la Organización de Estados Americanos (OEA) y la beca Southern Perú en Lima; y participado en festivales y seminarios como el Festival Domaine Forget en Canadá y el Instituto de Dirección de la Fort Worth Symphony Orchestra en Tejas, Estados Unidos. 
Ha enseñado cursos de teoría musical y de composición en la Escuela Regional de Música "Luis Duncker Lavalle" en Arequipa (1998), en el Conservatorio Nacional de Música (2005, 2009-2011) y en la Universidad Católica del Perú (2010). 
Como director de la Orquesta Sinfónica Nacional (OSN)(de 2011 a la actualidad) ha trabajado firmemente buscando darle versatilidad y proyección, aportándole dinamismo y enriqueciendo su programación al impulsar la ejecución de obras de compositores peruanos contemporáneos, incluyendo varios estrenos mundiales y obras del repertorio universal del siglo XX. En tres años de gestión al frente de la orquesta, ha programado la ejecución de setenta y tres obras de compositores peruanos, siendo veinticuatro de ellos estrenos absolutos, entre ellos la Ópera – Ballet Akas Kas, La Promesa del Guerrero, de Nilo Velarde, con la cual Valcárcel inauguró oficialmente, en 2012, el Gran Teatro Nacional (GTN), principal escenario peruano en la actualidad. Ha dirigido en el Perú, el estreno de obras de los más importantes compositores del siglo XX como Mahler, Lutoslawski, Penderecki, etc.
Ha dirigido a grandes artistas de nuestro tiempo como Shlomo Mintz, Roberto Díaz, Jorge Federico Osorio, Wendy Warner y Natasha Paremski. También importantes figuras de la música popular peruana como Tania Libertad, Manuelcha Prado, Jean Pierre Magnet y Lucho Quequezana. En julio de 2012 compartió escenario con Plácido Domingo, Ana María Martínez y Eugene Kohn en su gira al Perú. 
Es miembro del Círculo de Composición Peruano (CIRCOMPER).

## Obras
- Dos cantos tempranos (Carlos Oquendo de Amat) para soprano y piano.
- Visiones para clarinete solo.
- El Angel y La Rosa (Carlos Oquendo de Amat) para coro a capela.
- Trío I "Evocaciones", para violín, oboe y piano.
- Dos poemas (Carlos Oquendo de Amat) para soprano y orquesta.
- Ilali para piano.
- Tres piezas para orquesta.
- Misa Andina para solistas, coro mixto y orquesta (en preparación).
- Harawi, para soprano y piano.